# 소시지 파티
《소시지 파티》(영어: Sausage Party)는 미국, 캐나다에서 제작된 콘래드 버논 감독의 2016년 애니메이션, 모험, 코미디 영화이다. 세스 로건 등이 주연으로 출연하였고 메건 엘리슨 등이 제작에 참여하였다.

## 출연

### 주연
- 세스 로건
- 크리스틴 위그
- 조나 힐
- 빌 헤이더
- 마이클 세라
- 제임스 프랭코
- 대니 맥브라이드

### 조연
- 크레이그 로빈슨
- 폴 러드
- 닉 크롤
- 데이빗 크럼홀츠
- 에드워드 노튼
- 셀마 헤이엑
- 슈거 린 비어드
- 콘래드 버논